# Ahmet Ertegün

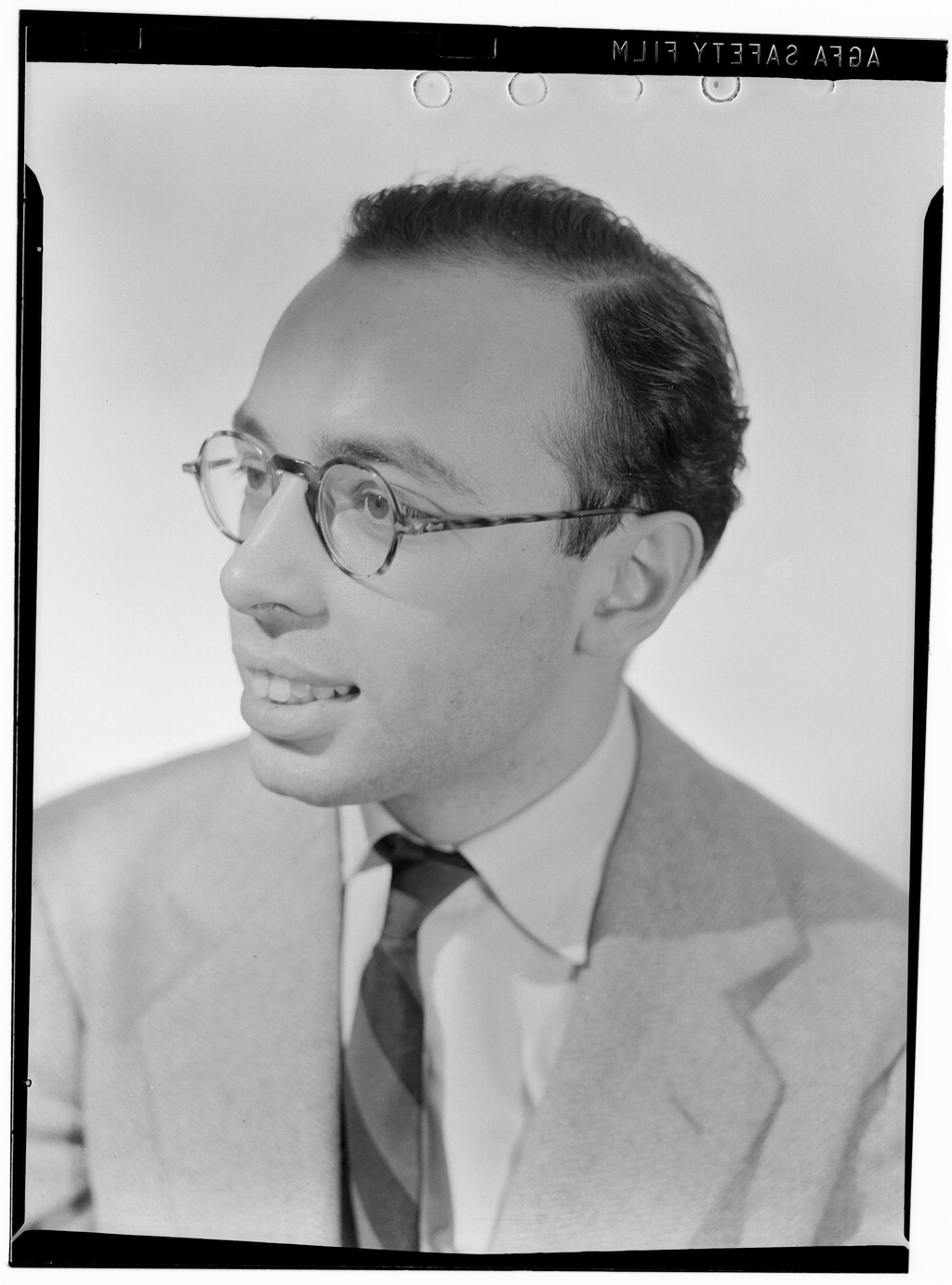
Ahmet Ertegün (foto: William Paul Gottlieb)

Ahmet Ertegün (Istanboel, 31 juli 1923 – New York, 14 december 2006), was een Turks-Amerikaans zakenman die Atlantic Records mede oprichtte. Hij was voorzitter van de Rock and Roll Hall of Fame en het bijbehorende museum. Hij heeft ook de voetbalclub New York Cosmos opgericht.
Hij richtte Atlantic Records in 1947 op samen met Herb Abramson in New York. Later stopte Abramson, waardoor Atlantic Records volledig onder gezag kwam van Ertegün. Met Atlantic Records hebben ze een label opgericht waaronder, tot de dag van vandaag, veel succesvolle platen zijn geproduceerd. Volgens Ertegün was "black music" de stroming waarvan hij hield. Hij ging ook naar de talentenjachten in het zuiden van Amerika om er mensen te vinden die de "Soul and the Blues" in zich hadden.
Later werd zijn firma gekocht door Warner Bros. Entertainment. Toch behield Ertegün een grote invloed binnen Atlantic Records. Tevens waren er dochterlabels onder het gezag van Atlantic Records zoals ATCO en Interscope Records, waarvan de laatste vorm gaf aan "urban music". Atlantic Records was ook het label dat als eerste een rhythm-and-blues plaat had uitgebracht.
Hij heeft ook de New York Cosmos opgericht, een voetbalploeg in New York waar vele vedetten als Pelé en Franz Beckenbauer speelden. In Turkije heeft hij een ziekenhuis opgericht genaamd 'The American Hospital'.
Hij heeft talenten naar voren geschoven zoals Ray Charles, The Rolling Stones, Buffalo Springfield met als bandleden Neil Young en Stephen Stills, Crosby, Stills, Nash & Young, Genesis, Aretha Franklin, The Bee Gees, Led Zeppelin, Eric Clapton, Cher. Tegenwoordig worden bijvoorbeeld nummers van Kid Rock, James Blunt, Missy Elliott, Gnarls Barkley, Gucci Mane, Paolo Nutini en The Streets onder het label van Ertegün uitgebracht.